# Bouvières
Bouvières település Franciaországban, Drôme megyében. Lakosainak száma 149 fő (2022. január 1.). Bouvières Chaudebonne, Bourdeaux, Crupies, Gumiane, Saint-Nazaire-le-Désert és Vesc községekkel határos.

## Népesség
A település népességének változása:
| Lakosok száma | 196  | 181  | 184  | 154  | 139  | 145  | 146  | 147  | 148  | 149  |
|               | 1968 | 1982 | 1990 | 2006 | 2013 | 2015 | 2017 | 2019 | 2020 | 2022 |